# Catharsius davidi
Catharsius davidi là một loài bọ cánh cứng trong họ Bọ hung (Scarabaeidae).